# Continental Farms
Continental Farms är namnet på det amerikanska travstall i New Egypt, New Jersey, USA, som grundades 1975 av svenskarna Jan Johnson, Berndt Lindstedt och Håkan Wallner. Stallet har vunnit ett flertal storlopp inom nordamerikansk travsport, och har tränat hästar som Supergill, Yankee Glide och Armbro Goal.
Continental Farms upplöstes i slutet av 1990-talet, då Lindstedt pensionerades och Wallner flyttade till Italien. Johnson drev sedan 2002 stallet i egen regi. Under åren med Lindstedt och Wallner körde stallet in mer än 55 miljoner dollar, med endast travhästar i stallet, inga passgångare.
I slutet av 2013 såldes gården till Marcus Melanders familj. Även travlegenden Stanley Dancer har tidigare varit verksam på samma gård.